# لي أيفال
لي أيفال هي بلدية فرنسية تقع في إقليم الأردين في منطقة غراند إيست.   